# De Wijnberg
De Wijnberg is een historisch hotel-restaurant aan de Marktstraat in de binnenstad van de Nederlandse stad Sneek.
Het hotel opende als herberg in 1651 de deuren. Op de plaats van het oostelijk deel gebouw had Hajo Eelkes Napjus een kaarsenmakerij, hij was de zoon van kroniekschrijver Eelco Napjus die eerder ook in dit pand woonde. Het gebouw had tot in de achttiende eeuw een trapgevel en werd in 1786 bewoond door stadsassistent Johannes Schaaf.
In 1842 krijgt het gebouw zijn huidige vorm. Het huidige pand bestaat uit twee verenigde panden onder een dwars zadeldak. Onder het gebouw bevindt zich een wijnkelder.
Op 11 mei 1940 werd in het hotel de overgave van de stad ten gunste van de Duitse bezetter getekend. Na de Tweede Wereldoorlog werd het hotel door de Canadese bevrijders tijdelijk omgedoopt tot Windsor Hotel. Het gebouw deed dienst als officiers mess. Op 30 juli 1947 was Prins Bernhard hier aanwezig, hij nuttigde een maaltijd met de Sneker gemeenteraad.
In 1974 werd het gebouw beschermd als rijksmonument.